# مونتي زوكر
مونتي زوكر (بالإنجليزية: Monte Zucker)‏ هو مصور أمريكي، ولد في 1 سبتمبر 1929، وتوفي في 15 مارس 2007.